# Tacco de pluie
Coccyzus pluvialis
Espèce
Statut de conservation UICN

 LC  : Préoccupation mineure
Synonymes
- Hyetornis pluvialis
- Coccyzus pluvialis
- Piaya pluvialis

Le Tacco de pluie (Coccyzus pluvialis), anciennement Piaye de pluie, est une espèce d'oiseaux de la famille des Cuculidae, endémique de la Jamaïque.
Jusqu'en 2006, il était classé dans le genre Hyetornis qui a été supprimé par l'AOU et dont les 2 espèces ont été intégrées au genre Coccyzus.
C'est une espèce monotypique (non subdivisée en sous-espèces).